# ウィリアムズ・インターナショナル
ウィリアムズ・インターナショナルはアメリカのミシガン州Walled Lakeを拠点とする小型のガスタービンエンジンを生産する企業である。同社はジェットエンジンを巡航ミサイルや小型のジェット機向けに販売する。

## 歴史
クライスラー社で自動車向けのタービンシステムの業務に携わっていたSam B. Williams博士だったが、小型のガスタービンを幅広く普及させたいという構想を抱いていた。1954年に彼はクライスラー社を離れミシガン州バーミンガムでウィリアムズ・リサーチ・コーポレーションを設立した
1981年、同社はウィリアムズ・インターナショナルになった。同社は1950年代から巡航ミサイル用と同様に標的機用の小型のガスタービンエンジンを生産する。
1969年にウィリアムズはミサイル用のエンジンを使用してジェット動力ベルトや1970年代には"flying pulpit" として知られるウィリアムズ・エリアル・システムズ・プラットホーム(WASP)や1980年代にアメリカ陸軍に評価されたX-ジェットを含む個人用垂直離着陸機を開発した。
WASPプラットホームは1970年代初頭のアメリカ海兵隊のSTAMP (Small Tactical Aerial Mobility Platform)計画においてギャレット STAMPの唯一の競合相手だった。
同様に1980年代初頭にウィリアムズはゼネラルアビエーション市場における出力費用対効果に優れた個人用と社用のジェット機向けの小型軽量のジェットエンジンの需要を認識した。
1992年にNASAは先進的総合航空輸送実験(AGATE)計画を開始し、協力企業と技術開発の支援によりゼネラルアビエーション産業の活性化を目論んだ。
1996年にウィリアムズはFJ44よりも小型で燃費の優れたターボファンエンジンの開発する為にAGATEのゼネラルアビエーション推進計画に加わった。
その結果がFJX-2だった。ウィリアムズはバート・ルータンのスケールド・コンポジッツと共に超軽量ジェット機であるウィリアムズ V-Jet IIを設計、製造し、新型エンジンの試験機と技術実証機として使用した。
航空機とエンジンは1997年のオシュコシュ・航空ショーで披露された。このときのエンジンの量産型であるEJ22は(V-Jet IIから改良された)エクリプス 500試作機に搭載されて飛行したが、その後プラット・アンド・ホイットニーのエンジンに換装された。

## 製造品目
- ウィリアムズ WR19, 巡航ミサイルと標的機に使用された。
- ウィリアムズ F107, 多数の巡航ミサイルに使用された。
- ウィリアムズ F112, 巡航ミサイルと実験機に使用された。
- ウィリアムズ FJ22, FJX-2の派生機種; 同様に超軽量ジェット機市場向けのEJ-22としても知られる。
- ウィリアムズ FJ33, 超軽量ジェット機市場向け
- ウィリアムズ FJ44, 軽量ビジネスジェット機用としてロールスロイス・ノースアメリカとの提携で開発された。
- ウィリアムズ X-ジェット, 1960年代のVTOLプラットホーム実験機
- ウィリアムズ WR34, ターボシャフト
- ウィリアムズ WR44, フォックスジェット ST600ビジネスジェットと巡航ミサイルに使用された。
- ウィリアムズ WST117, ターボシャフト